# Yuchi (langue)
Cet article concerne la langue yuchie. Pour le peuple yuchi, voir Yuchis.
Le yuchi, ou euchee, est une langue amérindienne isolée parlée dans le Nord-Ouest de l'Oklahoma, dans les environs de Sapulpa et Bristow.
En 1972, James M. Crawford estimait que seules 35 personnes avaient une connaissance variable du yuchi. En 2010, seules 5 personnes la parlaient encore. La langue est vraisemblablement éteinte désormais.

## Phonologie

### Voyelles
|         | Antérieure  | Centrale    | Postérieure |
| ------- | ----------- | ----------- | ----------- |
| Fermée  | i [i]       |             | u [u]       |
| Moyenne | e [e] ę [ɛ̃] |             | o [o]       |
| Ouverte | æ [æ]       | a [a] ą [ã] |             |

### Consonnes
|               |            | Bilabiale | Dentale | Latérale | Palatale | Vélaire | Glottale |
| ------------- | ---------- | --------- | ------- | -------- | -------- | ------- | -------- |
| Occlusives    | Sourdes    | p [p]     | t [t]   |          |          | k [k]   | ʔ [ʔ]    |
| Occlusives    | Aspirées   | ph [pʰ]   | th [tʰ] |          |          | kh [kʰ] |          |
| Occlusives    | Sonores    | b [b]     | d [d]   |          |          | g [g]   |          |
| Fricatives    | Fricatives | f [f]     | s [s]   | ɫ [ɫ]    | š [ʃ]    |         | h [h]    |
| Affriquées    | Sourdes    |           | c [t͡s]  |          | č [t͡ʃ]   |         |          |
| Affriquées    | Aspirés    |           |         |          | čh [t͡ʃʰ] |         |          |
| Affriquées    | Sonores    |           | dz [d͡z] |          | dž [d͡ʒ]  |         |          |
| Nasales       | Simples    | m [m]     | n [n]   |          |          |         |          |
| Liquides      | simples    |           |         | l [l]    |          |         |          |
| Semi-voyelles | simples    | w [w]     |         |          | j [j]    |         |          |

## Échantillon de texte
La phrase ci-après, telle que retranscrite par le linguiste allemand Günter Wagner, est citée par Mark Abley (voir Bibliographie) :
- s’a'x̣dji k’aˋ’adodɛ'hɛ na’ тɔ̧ тago' тnə ĸɛdjidj ı'n ĸ’ɔ̧ ləwɛ'ha tsoonɔ̧ 'k’ala wɛ'xтɔ̧ тɔ̧  ĸɛwɛhadji' hɔ̧gwadji'n тɔ̧ ' тawɛławɛ'nɔ̧  wɛyuˋwagɛ' ĸɛwɛˋhadjı'n.

Traduction littérale (la barre oblique sépare les mots yuchi) :
- La terre / après qu'elle a été faite / il n'y avait pas de lumière / c'était ici / ils se sont réunis / le soleil / quelque chose / elle ordonna / ils étaient ici / ils ont dit / ceux qui devaient faire la lumière / ils ont cherché / ils étaient ici.

Traduction libre (version française de Dominique Fortier):
- À l'origine, il n'y avait pas de lumière sur la terre, et donc ils se sont tous réunis sous l'égide du soleil pour chercher quelqu'un qui éclairerait la terre.